# モーニング (パチスロ)
モーニングあるいはモーニングサービスは、朝開店時の稼働を上げるために店が行ったサービスのことを言うパチンコ・パチスロ用語である。

## パチンコの場合
主なモーニング機種
- 『フィーバーレクサスシリーズ』（三共）、『ドンスペシャルB 』（豊丸） : ともに朝一から単発打ち（保留メモリーにランプをつけない）で大当たりすると連チャンが確定する。
- 『アレジン』や『エキサイト』（いずれも藤商事）など、朝一番に台の電源を入れるときに一定の割合で連チャンゾーンに入る機種があった。
- 『春夏秋冬 (パチンコ)』（西陣）: 朝一1回目のリーチでモードが切り替わる（天国20%、通常40%、地獄40%）天国状態の場合次回のリーチで必ず大当たりとなる。
- 『ロックンビート』（マルホン）: 朝1回目のスーパーリーチが発生し外れるとするとモーニング機能が働き大当たり確率が1/11になった。
- 『ドリームEX』（奥村）：朝一からの回転数が127回に達すると、電動チューリップの確率がアップ（40回転の時短に突入）する。

## パチスロの場合
朝開店時に、ボーナスフラグがすでに成立した状態にしている事を指す。開店時の稼働をあげるため、客寄せとして店側がセットしていた。
しかし、1996年よりモーニングのセットが、警察の取り締まり対象となった。翌年1997年には福井市の業者が裁判にかけられ、罰金10万円の判決を言い渡されている。

### リセットモーニング
ストック機の一部では設定変更に伴ってST解除ゲーム数を再設定し、一定の割合で当選確率の高い（解除ゲーム数の少ない）テーブルを選択する機種（『主役は銭形』・『麻雀物語2』・『ジャイアントパルサー』など）や、フェイク前兆に入りやすい機種（『吉宗』・『押忍!番長』など）、STゲーム数は変更されないものの必ず高確率状態からスタートする台（『おそ松くん』など）があり、朝一の挙動が似ていることから、同様にこう呼ばれることもある（「リセットモーニング（リセモ、RM）」とも呼ぶ）。
元々は『ニューペガサス』や『アニマル』のような吸い込み方式の台において設定変更（リセット）をすることでボーナス終了後の挙動となることから付けられた。その後一部裏モノがその手法を取り入れ、朝一に大当たりしやすかったことから一般化する。AT機では『アラジンA』が設定変更後の何％かでAT高確率状態に突入、『サラリーマン金太郎』では同一設定に打ちなおすと朝一金太郎チャンスが当たりやすい（天井はほとんど32Gor128Gが選択される）などの挙動があった。
こういった機種では、設定変更が比較的判別しやすいため、朝一番の稼働が上がりやすい。5号機においても、リプレイタイム抽選状態から始まる（『超お父さん』・『快盗天使ツインエンジェル』・『赤ドン』など）、次回ボーナスまで継続するリプレイタイム当選状態から始まる（『ホークIII』）、ART高確率状態から始まる（『パチスロキン肉マン』など）、ART天井が優遇される（『バジリスク』、『めぞん一刻〜あなたに会えて、本当によかった〜』など）といったシステムが存在する。2011年には『押忍!番長2』『モンキーターン』のように、設定変更時にテーブルの再抽選を行うことによって朝一に大当たりしやすくなる機種も登場した。